# 하평 (가수)
하평(1991년 12월 16일 ~ )은 대한민국의 가수다. 2015년 베르세인 싱글 앨범 《Everyday》로 정식 데뷔했다.

## 방송
- 푸저우 게스트 쇼 (2015)
- 세계를 알려봐 (2016)
- 수립방배 노래경연대회 (2017) - 동상
- 내일은 미스터트롯 (2020) - Top101
- 고디바SHOW (2021) - 12위
- 불타는 트롯맨 (2022) - Top34(29위)

## 음반
- 사랑이 이렇게 떠난다 (2022)

### 베르세인
- Everyday (에브리데이) (2015)

## 수상
- 한국예술협회 청소년가요제 대상
- 경기도 평택 가요제 대상 (2009)